# Ceràmica d'Horezu

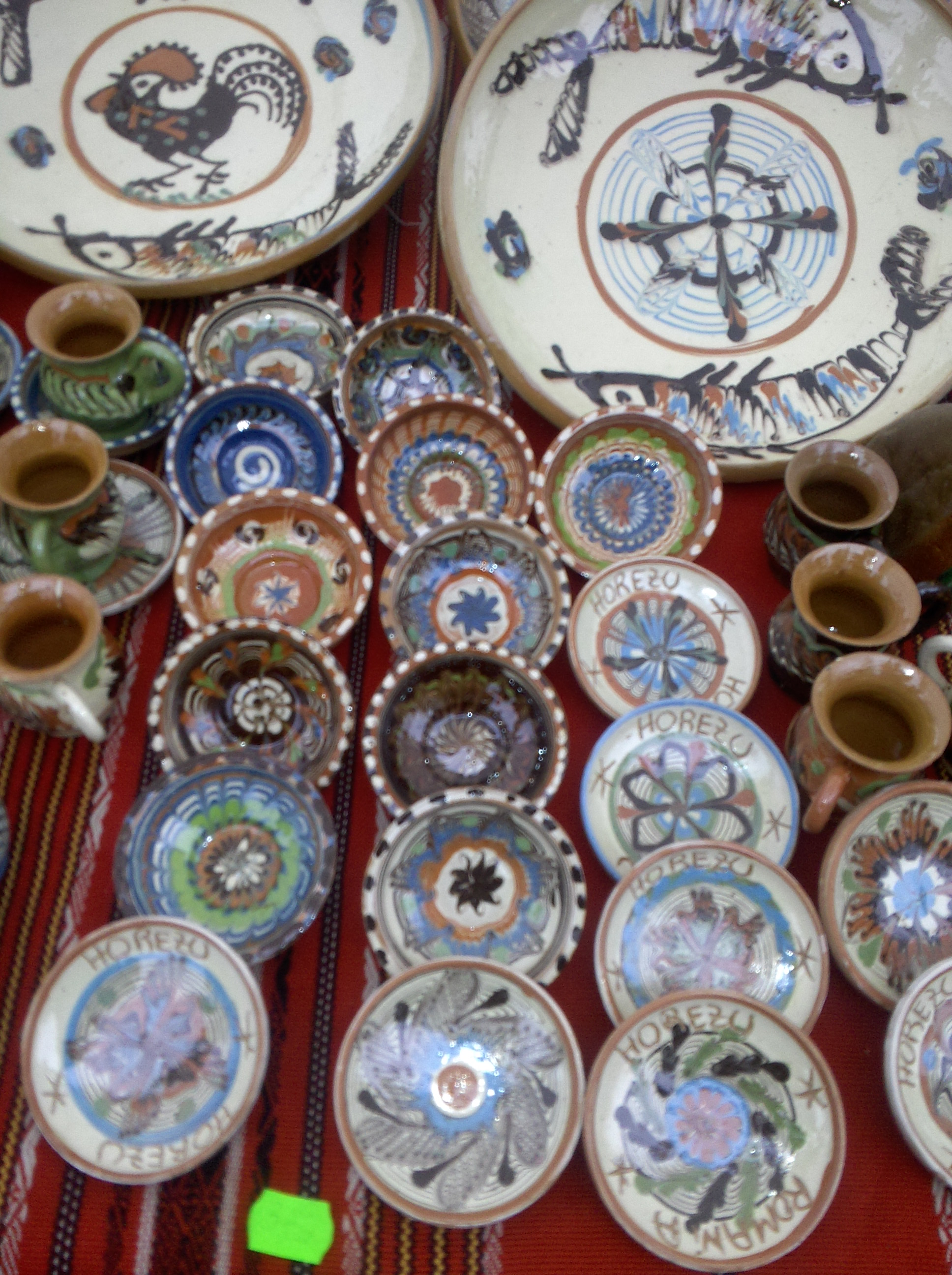
Ceràmica Horezu

La ceràmica d'Horezu és un tipus únic de ceràmica romanesa que es produeix tradicionalment a mà al voltant de la ciutat d'Horezu, al nord d'Oltènia (comtat de Vâlcea), a prop del famós monestir d'Horezu. Reflecteix moltes generacions de coneixement i desenvolupament de les habilitats de la ceràmica, motiu pel qual l'artesania de la ceràmica d'Horezu es va inscriure a les llistes de patrimoni cultural immaterial de la UNESCO el desembre del 2012.
La producció es divideix en processos de fabricació masculina i femenina. Per tant, els homes extreuen la terra, que després es neteja, es talla, es rega, s'amassa, es trepitja i es barreja, transformant-la en argila vermella que els terrissaires es formen en una tècnica especial de dit que requereix concentració, força i agilitat. Cada terrissaire té la seva pròpia tècnica de modelar, però cadascun respecta la seqüència del procés.
Les dones decoren la ceràmica amb forma abans de disparar amb tècniques i eines especials per dibuixar motius tradicionals. Les seves habilitats per combinar decoració i color determinen la personalitat i la singularitat d'aquestes peces. Els colors són tons brillants de marró, vermell, verd, blau i l'anomenat "marfil Horezu". Els ceramistes d'Horezu utilitzen moltes eines tradicionals com ara un mesclador per netejar la terra, una roda de ceràmica i una pinta per donar forma, una banya de toro buida i un pal de punta fina de filferro per decorar i una estufa de llenya per disparar.
Aquesta antiga embarcació es conserva a la llar ancestral, ara coneguda com el carrer Olari d'Horezu, on els artesans modelen l'argila en el mateix procés que els seus avantpassats. Horezu és un centre històric ceràmic romanès singular en què aquest comerç va continuar sent la principal font d'ingressos per a moltes famílies de terrissaires com ara: Ogrezeanu, Vicsoreanu, Iorga, Frigura, Mischiu, Popa, etc. Avui aquesta artesania es transmet com sempre en el cercle familiar, però també en tallers de mestre a aprenent, i festivals i exposicions de ceràmica.